# They Are Calling Your Name
They Are Calling Your Name (deutsch: Sie rufen deinen Namen) ist das zweite Studioalbum der deutschen Indie-Rock-Band Kilians und erschien 2009 bei Vertigo Berlin (Universal). Im Vergleich zum Debüt Kill the Kilians zeichnet sich das Album durch ein differenzierteres Klangbild aus.

## Entstehung
Bereits unmittelbar nach der Veröffentlichung des Debütalbums begann Simon den Hartog wieder mit dem Songwriting. In einem Interview sagte er, dass dabei kein Konzept bestanden habe, vielmehr seien alle Titel spontan entstanden. Auch durch die Euphorie bei ihren Konzerten habe sich die Band nicht beeinflussen lassen.
Nach eigener Aussage hatte die Band für die Aufnahmen erheblich mehr Zeit, so dass sie sich intensiver mit dem Material auseinandersetzen konnte. Auch an der Produktion, die wie beim Vorgängeralbum Swen Meyer übernahm, konnte sich die Band stärker beteiligen. Das abschließende Mastering übernahm Michael Schwabe.
Der Titel des Albums entstammt dem Titel „12 Boxes“.

## Rezeption
They Are Calling Your Name wurde in Kritiken als positive Weiterentwicklung gesehen und war darüber hinaus auch kommerziell erfolgreich.
Das Musikmagazin  Visions lobte, die Songs seien „abgeklärter“ und „durchdachter“ als die des Debütalbums. Dennoch bleibe die Band ihrem Stil treu und bestätige damit ihre Qualität und ihren Erfolg. Besonders hervorzuheben sei die „ausbalancierte Gitarrenarbeit“ von Arne Schult und Dominic Lorberg sowie der Gesang von Simon den Hartog, „der an Coolness, Souveränität und lässiger Überzeugungskraft um einiges hinzugewonnen“ habe.
In der Intro schrieb Sandra Brosi, die Band klinge „zu konzentriert, zu retro und damit fast zu hip“, um weiterhin mit „Provinzpower“ zu punkten. They Are Calling Your Name sei, auch wenn sie stellenweise den Charme des Vorgängers vermissen lasse, dennoch eine „stimmige Weiterentwicklung“.
Sowohl das Album selbst als auch die erste Single Said & Done konnten sich in den deutschen Album- und Singlecharts platzieren.

## Titelliste
1. „The Lights Went Off“ – 4:13
2. „Tackern“ – 2:04
3. „Hometown“ – 3:28
4. „Said & Done“ – 3:59
5. „Legally Fly“ – 3:10
6. „Used to Pretend“ – 3:39
7. „Who Will Win“ – 3:39
8. „You Should Be Thinking of Me“ – 2:29
9. „Innocence“ – 3:24
10. „Vulture’s Ballroom“ – 3:14
11. „She’s So Tired“ – 3:44
12. „12 Boxes“ – 3:08

Der Text zu allen Titeln stammt von Sänger Simon den Hartog, die Musik von Arne Schult, Dominic Lorberg, Gordian Scholz und Michael Schürmann.